# Fort Worth, Texas
Fort Worth este un oraș și sediul comitatului Tarrant din statul  Texas,  Statele Unite ale Americii. Având o populație de 727.577 de locuitori , Fort Worth ocupă locul șaptesprezece pe o listă  acelor mai populate orașe ale Uniunii, respectiv locul cinci  în statul Texas, fiind imediat după Austin.
Localizat în partea de nord a Texasului (North Texas), respective la marginea vestică a Sudului American (American South), orașul este punct nodal important cultural înspre Vestul American (American West) acoperind o suprafață de circa 785 km2 (sau circa 300 mile2) în comitatele Denton, Parker, Tarrant și Wise. Fort Worth este cel de-al doilea centru cultural și economic al regiunii Dallas–Fort Worth–Arlington.

## Personalități născute aici
- Rogers Hornsby (1896 – 1963), jucător de baseball;
- Fess Parker (1924 – 2010), actor;
- Martha Hyer (1924 – 2014), actriță;
- Larry Hagman (1931 - 2012), actor;
- Rod Roddy (1937 - 2003), actor;
- Rex Reed (n. 1938), critic de film;
- Johnny Rutherford (n. 1938), pilot de curse;
- Candy Clark (n. 1947), actriță;
- Shelley Duvall (n. 1949), actriță;
- Keith Langford (n. 1983), baschetbalist;
- Kate Capshaw (n. 1953), actriță;
- Bill Paxton (1955 – 2017), actor;
- Mark David Chapman (n. 1955), asasinul lui John Lennon;
- Wallace Langham (n. 1965), actor;
- George Eads (n. 1967), actor;
- Jesse Jane (n. 1980), actriță porno;
- Leighton Meester (n. 1986), actriță.